# Rinodina coloradiana
Rinodina coloradiana är en lavart som beskrevs av Hugo Magnusson. Rinodina coloradiana ingår i släktet Rinodina och familjen Physciaceae.   Inga underarter finns listade i Catalogue of Life.